# البداح (عبس)

تعديل مصدري - تعديل

البداح هي إحدى قرى عزلة بني حسن بمديرية عبس التابعة لمحافظة حجة، بلغ تعداد سكانها 1774 نسمة حسب تعداد اليمن لعام 2004.